# Hermione Gingold
Hermione Ferdinanda Gingold (Teddington, 9 december 1897 - New York, 24 mei 1987) was een Brits actrice. Zij trad op toneel, televisie, radio en in films. Haar scherpe neus en kin waren haar kenmerk, evenals haar diepe stem. Zij was bekend om haar rol als de gepensioneerde courtisane in de film Gigi.
Zij was van 1918 tot hun scheiding in 1926 getrouwd met Michael Joseph. Samen hadden ze twee zonen. Verder was zij van 1926 tot hun scheiding in 1940 getrouwd met tv-producer en scenarioschrijver Eric Maschwitz.

## Filmografie
- Dance Pretty Lady (1932, niet op aftiteling)
- Someone at the Door (1936, niet op aftiteling)
- Merry Comes to Town (1937)
- Meet Mr. Penny (1938)
- The Butler's Dilemma (1943)
- The Pickwick Papers (1952)
- Our Girl Friday (1953)
- Cosh Boy (1953)
- Around the World in Eighty Days (1956)
- Bell Book and Candle (1958)
- Gigi (1958)
- The Naked Edge (1961)
- Gay Purr-ee (1962)
- The Music Man (1962)
- A Cry of Angels (1963)
- I'd Rather Be Rich (1964)
- Promise Her Anything (1965)
- Harvey Middleman, Fireman (1965)
- The Itch (1965, niet op aftiteling)
- Munster, Go Home! (1966)
- Rocket to the Moon (1967)
- Winter of the Witch (1969)
- The Special London Bridge Special (1972)
- Tubby the Tuba (1975)
- A Little Night Music (1977)
- Simple Gifts (1977)
- How to Be a Perfect Person in Just Three Days (1983)
- Garbo Talks (1984)

## Televisieseries
- Four Star Revue (1951)
- The Elgin Hour (1955)
- Matinee Theatre (1957)
- Shower of Stars (1958)
- Alfred Hitchcock Presents (1960)
- Comedy Playhouse (1965)
- The Girl from U.N.C.L.E. (1967)
- Before the Fringe (1967)
- It Takes a Thief (1968)
- The Name of the Game (1970)
- Ironside (1970)
- Banyon (1971)
- Love, American Style (1971)
- Trapper John, M.D. (1981)
- ABC Afterschool Specials (1982)
- Hotel (1983)